# Omochroa
Omochroa é um género de traça pertencente à família Arctiidae.